# Jean-Claude Kuhnapfel
Jean-Claude Kuhnapfel, né le 20 octobre 1931 à Metz et mort le 14 mars 2025 à Épinal, est un footballeur français. Il est défenseur, du début des années 1950 au début des années 1960, puis il se reconverti en entraîneur dans le milieu des années 1960 et dans le milieu des années 1980.

## Palmarès
- Vice-champion de Division 2 en 1951 avec le FC Metz
- Promotion d'Honneur (D2 régionale) : Vainqueur de groupe en 1964 avec le Stade athlétique spinalien
- Coupe de Lorraine : Vainqueur en 1966 avec le Stade athlétique spinalien